# 屈尔吕
屈尔吕（法語：Curlu，法語發音：[kyʁly]）是法国上法蘭西大區索姆省的一个市镇，属于佩罗讷区。

## 地理
屈尔吕（49°57'50"N, 2°48'59"E）面积5.89 平方千米，位于法国上法蘭西大區索姆省，该省份为法国北部沿海省份，北起加来海峡省和北部省，西接滨海塞纳省和大西洋英吉利海峡，南至瓦兹省，东临埃纳省。
与屈尔吕接壤的市镇（或旧市镇、城区）包括：埃莫纳库、埃克吕谢沃、弗里斯、阿尔德库尔欧布瓦、马里库尔、莫尔帕。

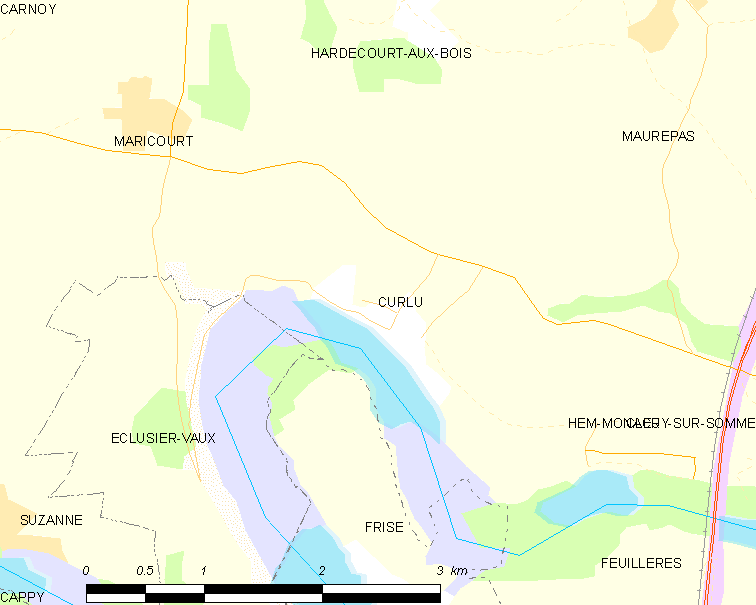
屈尔吕的OSM定位图

屈尔吕的时区为UTC+01:00、UTC+02:00（夏令时）。

## 行政
屈尔吕的邮政编码为80360，INSEE市镇编码为80231。

## 政治
屈尔吕所属的省级选区为阿尔贝县。

## 人口

1962-2008年间屈尔吕人口变化图示

屈尔吕于2022年1月1日时的人口数量为159人。